# スザンナと長老たち (ルーベンス)
『スザンナと長老たち』（スザンナとちょうろうたち、蘭: Susanna en de oudsten、伊: Susanna e i vecchioni、英: Susanna and the Elders）は、バロック期のフランドルの巨匠ピーテル・パウル・ルーベンスが1606年から1607年ごろに制作した絵画である。油彩。『旧約聖書』の「ダニエル書」（ダニエル書補遺）で語られているスザンナの物語を主題としている。初期のイタリア時代の作品で、いくつかあるルーベンスの同主題の絵画のうち最も初期の作品である。現在はローマのボルゲーゼ美術館に所蔵されている。またスウェーデン国立美術館に1614年の複製が所蔵されている。

## 主題
「ダニエル書補遺」によるとスザンナはヨアキムの貞淑な妻であった。彼女は毎日庭の泉で水浴びをしていたが、町の著名な長老であった2人の老人が彼女の美しさに惹かれ、スザンナに言い寄る機会を狙っていた。ある日、スザンナはいつものように召使に命じて戸口を固く締めさせたのち、庭の泉で水浴びを始めた。ところが長老たちはそれよりも早く庭に入り込んで物陰に隠れており、召使たちがいなくなったのを見計らって姿を現すと、スザンナを脅迫しながら関係を迫った。スザンナはこれを拒否したため、長老たちによって姦淫の罪により死刑にされそうになった。しかし神によってダニエルの「聖なる霊」が呼び起こされると、ダニエルは長老たちがたがいに相談できないように引き離したうえで別々に尋問した。すると2人の証言は食い違っていたため、虚偽によってスザンナを陥れようとしていることが分かった。こうしてスザンナは解放され、長老たちは石打ちの刑に処された。

## 作品

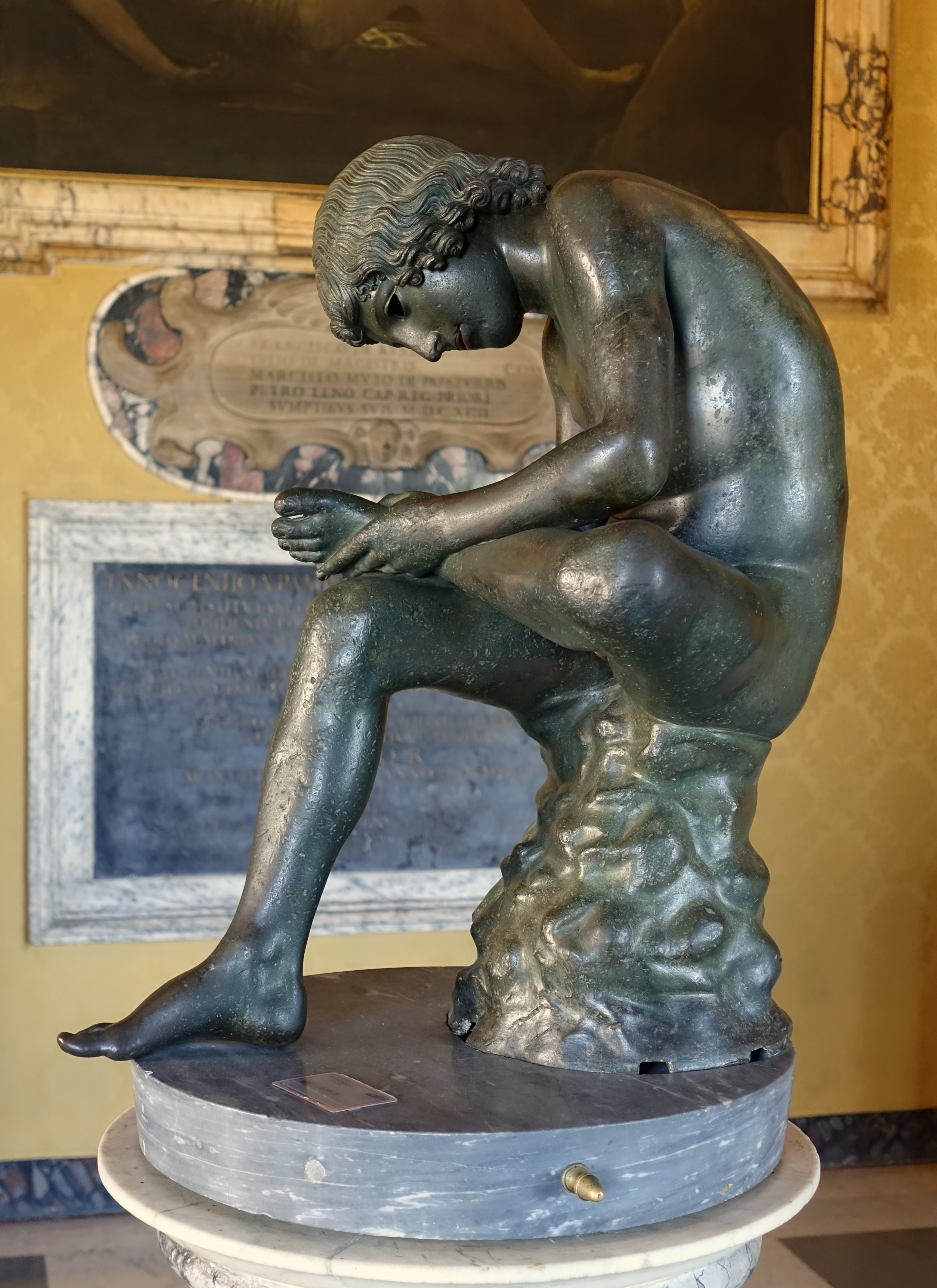
古代の銅像『棘を抜く少年』。カピトリーノ美術館所蔵。

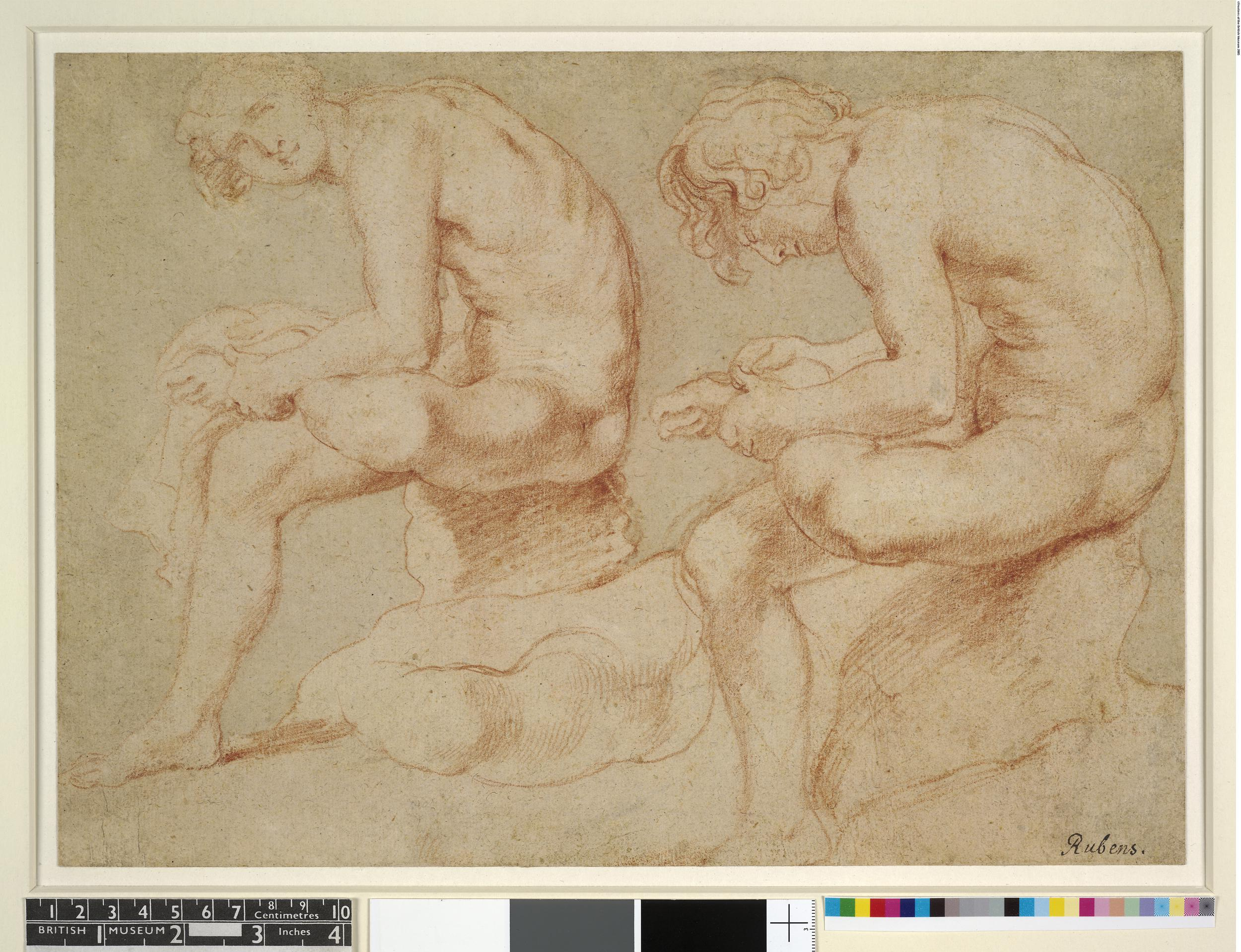
古代の銅像『棘を抜く少年』に基づくルーベンスの素描。大英博物館所蔵。

ルーベンスは長老たちに言い寄られるスザンナを描いている。自身の館の敷地内にある泉で水浴びをしようとしていたスザンナは、背後から突然現れた長老たちに驚愕している。長老の1人は泉のそばに座り込んでいるスザンナに向かって身をかがめ、自身の口の前に人差し指を立てて騒がないようにと身振りで示している。スザンナは上から見下ろす背後の長老たちに対して、身をねじって背後を見上げている。スザンナの表情は長老たちが自分の水浴びを観察していたことにショックを受け、長老たちの意図が分からないため恐怖している。しかし同時にスザンナは自身の純粋さと善良さを象徴している白い衣服で自身の身体を隠そうとしている。
ルーベンスは長老たちの間にスザンナを配置するというフランドルの図像に典型的な人物の配置ではなく、若い女性が襲撃者たちに対して背を向ける16世紀イタリアで広く普及した表現に従っており、それによって登場人物の倫理的対比を強調している。加えて裸婦の記念碑性においてもパオロ・ヴェロネーゼやティントレットなどの同主題の表現に影響を受けている。
また画面右側から照明を当てることで、スザンナの裸体を強調し、暗闇から浮かび上がらせているが、この光の効果についてはカラヴァッジョあるいはレオナルド・ダ・ヴィンチの影響が認められる。
泉に座る女性像については、何人かの批評家は『ロ・スピナリオ』（Lo Spinario）とも呼ばれる前1世紀ごろの有名な銅像『棘を抜く少年』に基づくものであることを指摘している。実際にルーベンスは大英博物館所蔵の習作において古代の少年像を素描しており、その研究成果がマントヴァ公ヴィンチェンツォ1世・ゴンザーガの発注により制作した『キリストの洗礼』（De doop van Christus, 1605年）や、後の『ディアナとカリスト』（Diana en Callisto）といった作品で確認できる。本作品の女性像は素描と同じ角度から描かれているが、長老たちに向かって背後を見上げた頭部が作り出したひねりによって、スザンナの姿勢により躍動感が生まれている。

## 来歴
本作品はかなり早い段階で枢機卿シピオーネ・ボルゲーゼのコレクションに加わったようである。ルーベンスの初期の作品とされる本作品が、ローマ滞在中にシピオーネ枢機卿の発注により制作されたのか、あるいは後からシピオーネ枢機卿のコレクションに加わったのかは明らかではないが、シピオーネ枢機卿がルーベンスに対して好意的であったことは知られており、ルーベンスのローマ滞在を延長するためにルーベンスが仕えていたマントヴァ公ヴィンチェンツォ1世・ゴンザーガにとりなしている。1622年、フランドル出身の装飾家・金細工職人であり、ボルゲーゼ・コレクションの絵画に金鍍金の額縁を供給したアンニバレ・デュランテ（Annibale Durante）に対して「スザンナが描かれた絵画の額縁の代金」の支払いが記録されているため、このときには本作品がボルゲーゼ・コレクションにあったと考えられている。その後、1650年にヤコポ・マニッリ（Jacopo Manilli）のヴィラ・ボルゲーゼ・ピンチャーナのガイドに記載され、1693年以降のボルゲーゼ・コレクションの目録でもルーベンスに帰属されていることが確認できる。

## 複製
スウェーデン国立美術館に所蔵されているバージョンはルーベンス自身による複製で、署名と日付が記入されている。

## 影響
イギリスの美術史家マイケル・ジャフィによると、本作品のスザンナの身振りや身体のひねりは、後に彫刻家ジャン・ロレンツォ・ベルニーニに影響を与えており、シピオーネ枢機卿の依頼で1621年から1622年にかけて制作された『プロセルピナの略奪』（Ratto di Proserpina）において、冥府の神プルートに誘拐されるプロセルピナ（ギリシア神話のハデスとペルセポネ）のポーズの着想源になっている。

## ギャラリー

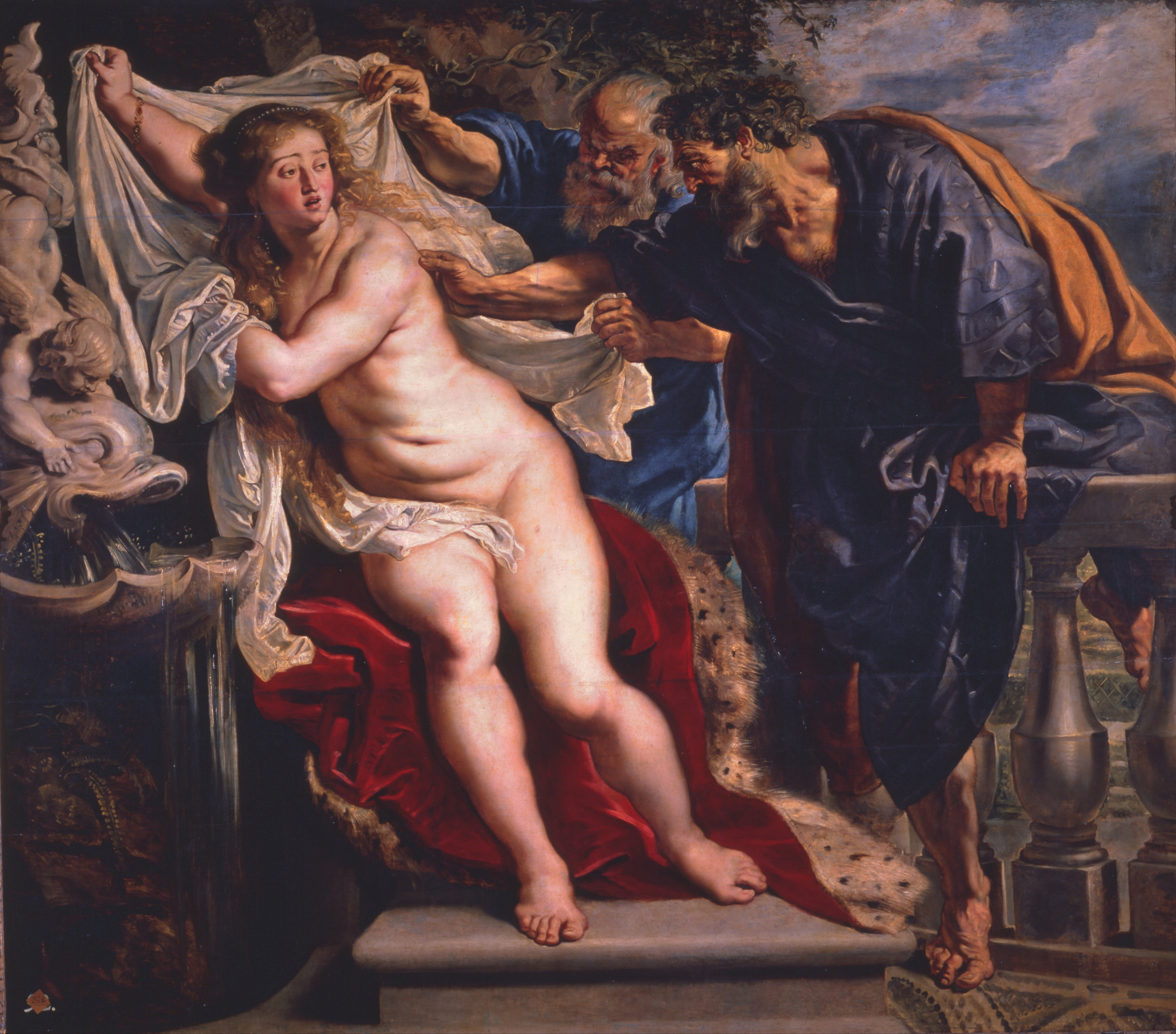
1609年と1610年の間 王立サン・フェルナンド美術アカデミー所蔵
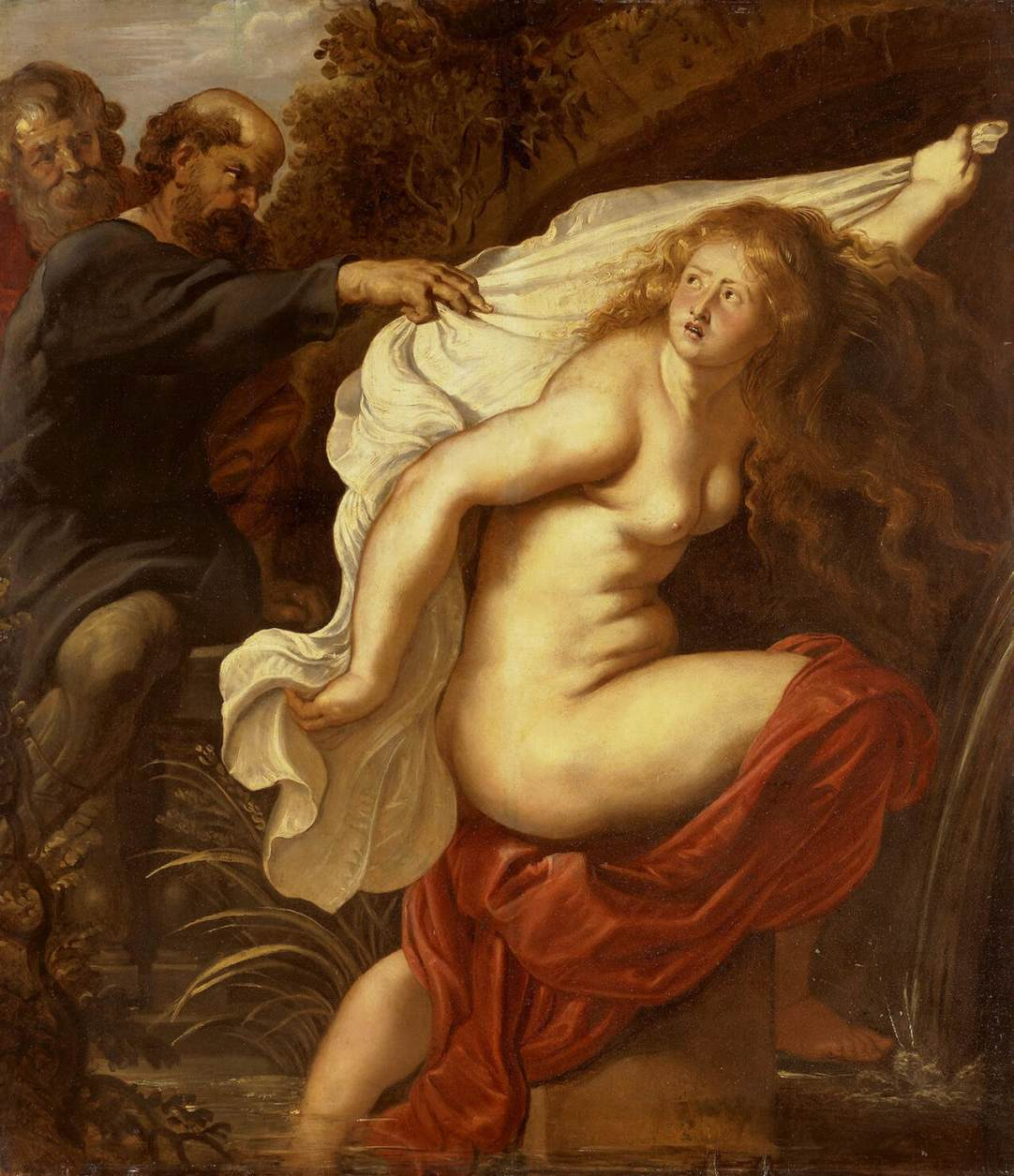
1611年ごろ エルミタージュ美術館所蔵
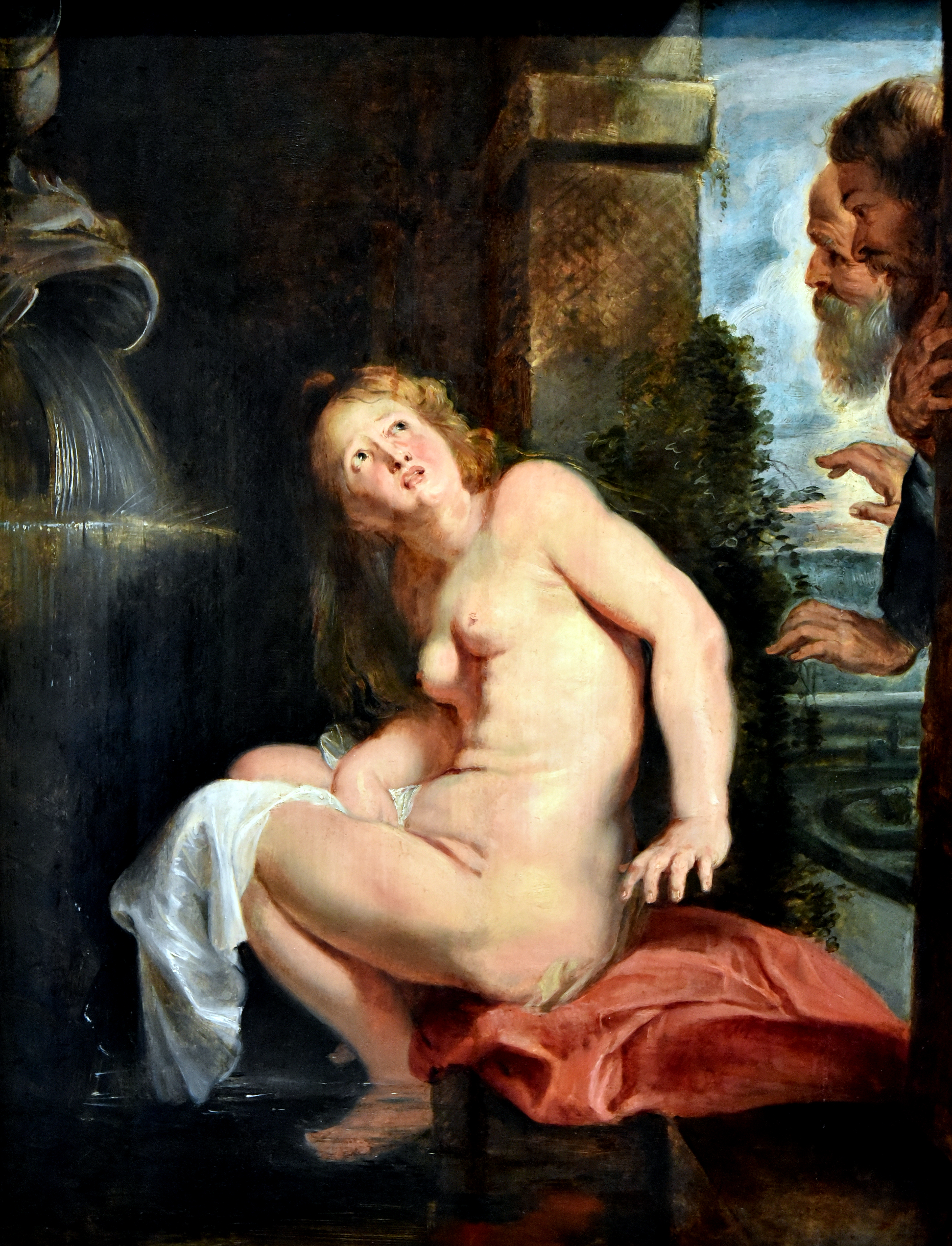
1614年の複製 スウェーデン国立美術館所蔵
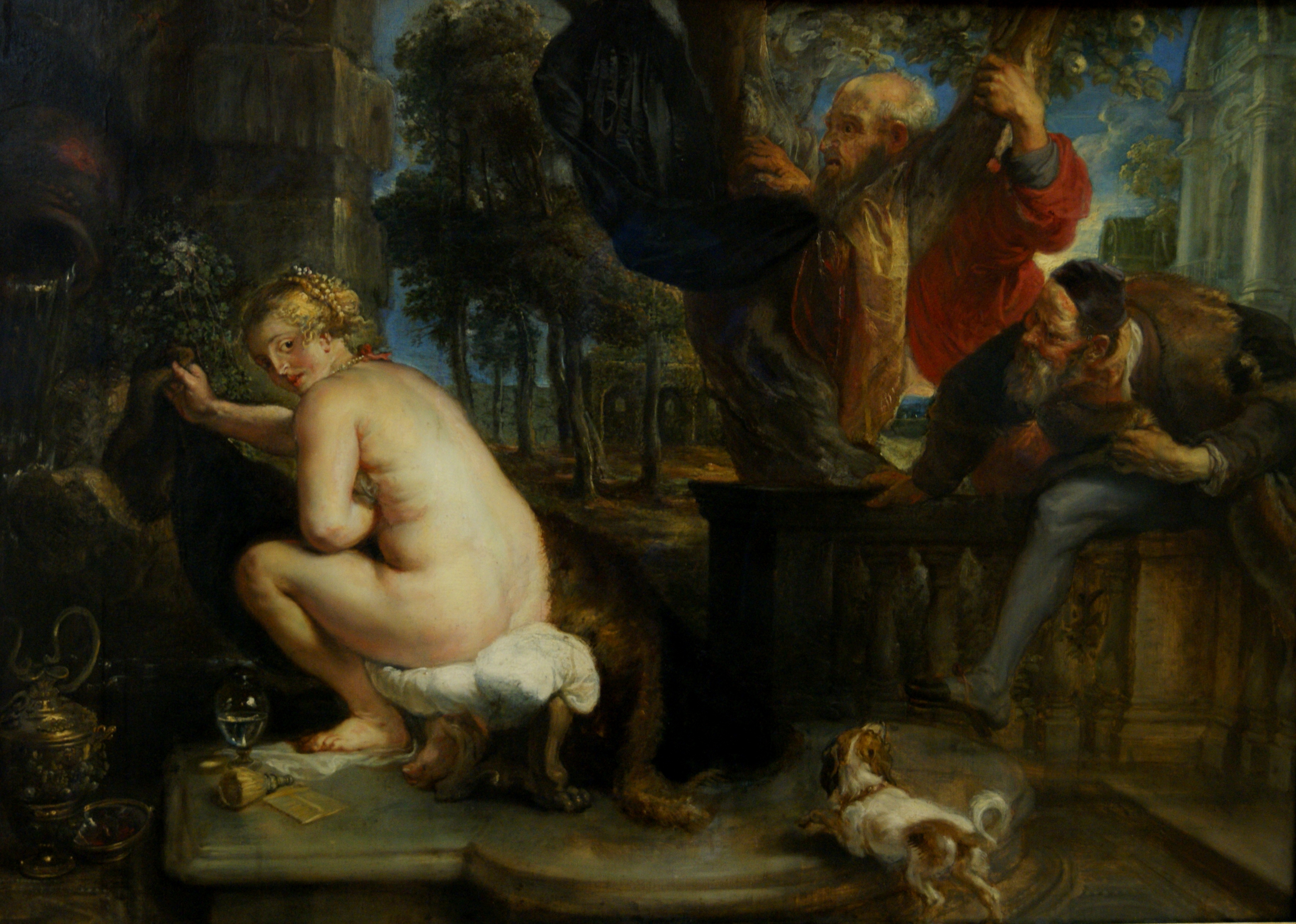
1636年-1638年ごろ アルテ・ピナコテーク
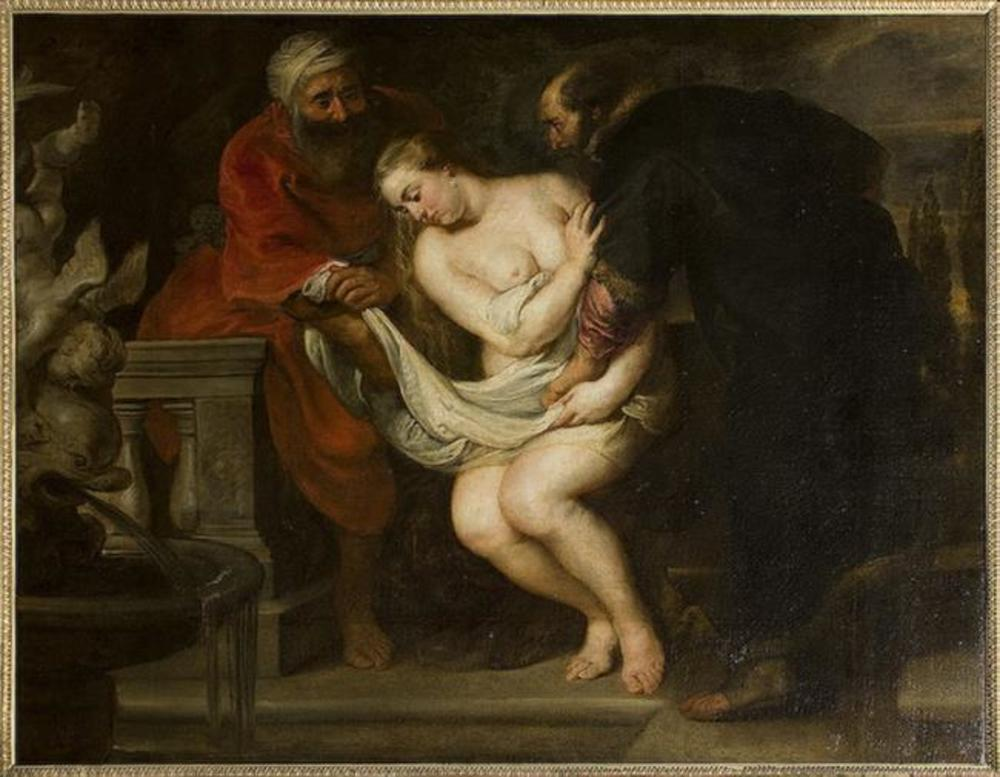
ルーベンスの工房 エルミタージュ美術館所蔵
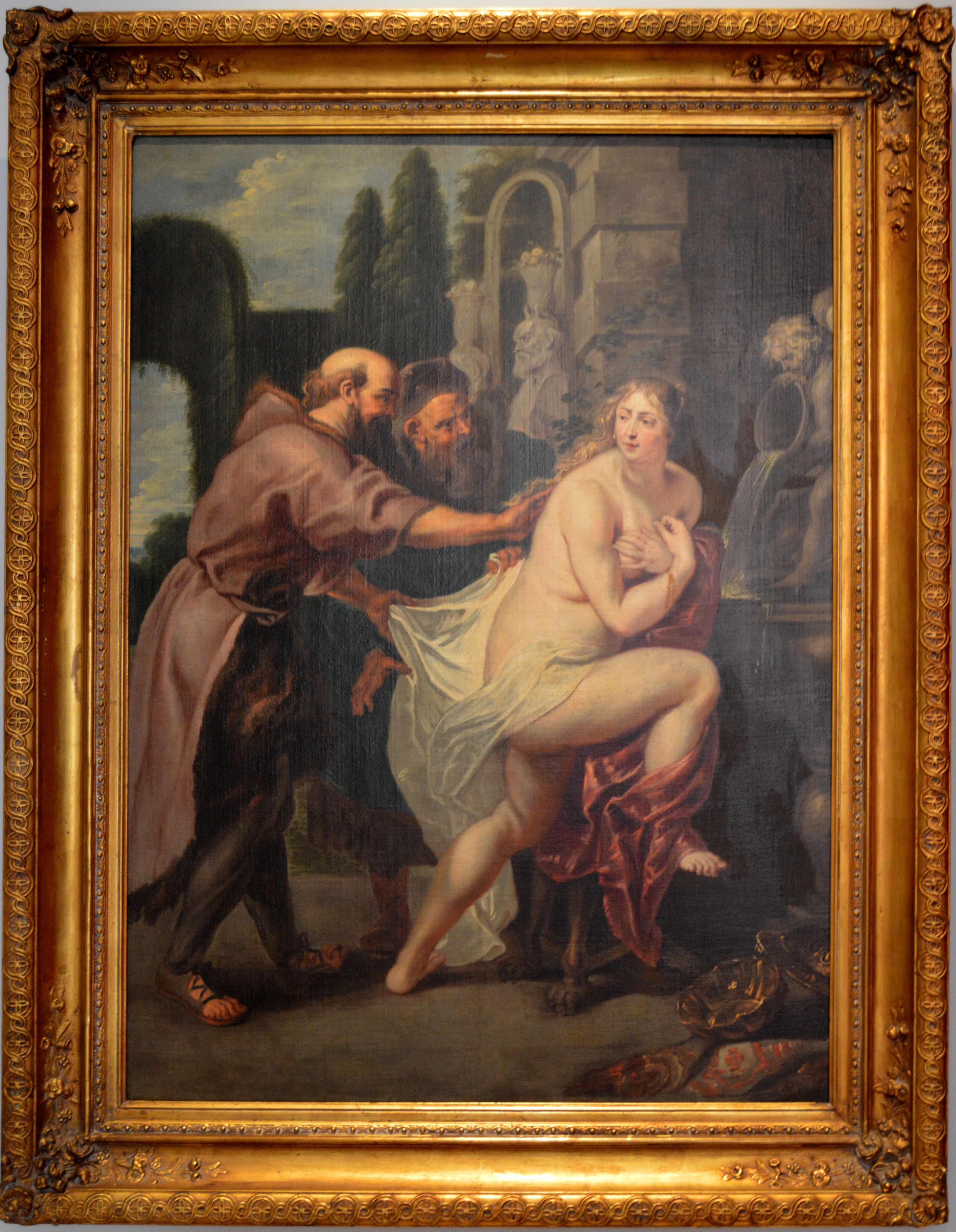
ルーベンスの工房 サン・カルロス国立美術館（英語版）所蔵